# Hatoyama Kazuo

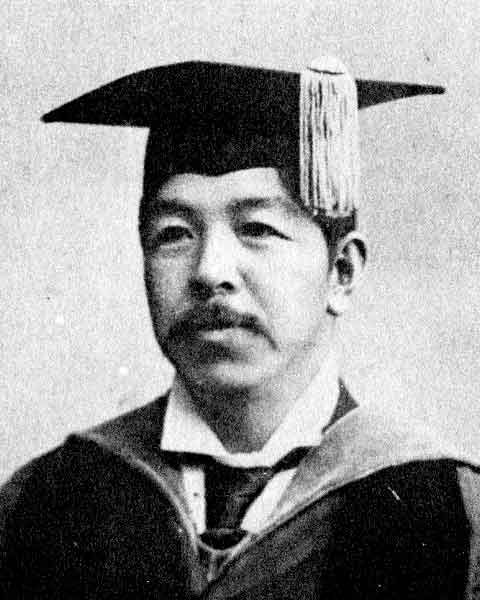
Hatoyama Kazuo

Hatoyama Kazuo (japanisch 鳩山 和夫; geboren 6. Mai 1856 in Edo (Provinz Musashi); gestorben 3. Oktober 1911) war ein japanischer Rechtsgelehrter und Vorfahre einer Reihe von bekannten japanischen Juristen und Politikern.

## Leben und Wirken
Hatoyama Kazuo wurde als vierter Sohn eines Samurai in der Edo-Residenz des Katsuyama-Han (勝山藩, Provinz Mimasaka) geboren. Er besuchte die „Kaisei gakkō“ (開成学校), die Vorläufereinrichtung der Universität Tōkyō und studierte Rechtswissenschaft an den Universitäten Columbia und Yale in den USA.
Nach seiner Rückkehr nach Japan unterrichtete er an der Universität Tōkyō, gab aber das Lehramt auf, um als Rechtsanwalt tätig zu werden. 1885 nahm er seine Arbeit im Außenministerium auf, um an der Revision der „Ungleichen Verträge“ mit den westlichen Nationen zu arbeiten. 
Hatoyama wurde 1892 als Vertreter der Rikken Kaishintō im Unterhaus des ersten Parlaments der japanischen Verfassung gewählt und wurde 1896 dessen Präsident. Später übernahm er die Präsidentschaft der Waseda-Universität.
Seine Frau, Hatoyama Haruko, war gesellschaftlich aktiv. Der Bildhauer Asakura Fumio gestaltete ein Denkmal mit den beiden. Seine Söhne Hatoyama Ichirō und Hatoyama Hideo waren ähnlich wie der Vater politisch aktiv. 